# تداخل سنجی شیفت دهنده (شیرینگ)
تداخل سنجی شیفت دهنده یک روش بسیار ساده برای مشاهده تداخل و بررسی موازی بودن پرتوهای نور است. به ویژه زمانی که طول همدوسی لیزر مورد استفاده خیلی بزرگ تر از ضخامت صفحه عامل شیفت باشد به طوری که شرایط اولیه برای تداخل ایجاد شود از این روش استفاده می شود.
این نوع تداخل سنجی را می توان برهم نهی دو باریکه که کمی نسبت به هم از نظر مکانی یا زمانی فاصله پیدا کرده اند در نظر گرفت. در واقع یک باریکه به دو بخش تقسیم می شود و یک بخش نسبت به بخش دیگر دچار شیفت می شود.
تداخل در تداخل سنج برشی، تداخل بین یک جبهه موج و نسخه برش خورده آن مشاهده میشود؛ نیازی به داشتن جبهه موج مرجع نیست. قسمت برش خورده توسط یک برش خطی یا یک برش چرخشی یا یک برش شعاعی بدست می آید. اگرچه می توان برش را در یک تداخل سنج ماخ زندر با کج شدن به یکی از آینه ها یا با تغییر آینه در یک تداخل سنج چرخشی یا با روش های دیگر وارد کرد ، اما تأثیر واقعی برش پس از استفاده از لیزر به عنوان منبع با طول همدوسی قابل قبول دیده میشود وبرای ایجاد برش بین تیرها در بسیاری از دستگاه ها مورد نیاز است. اولین و ساده ترین دستگاه برشی یک صفحه موازی صفحه بود که توسط یک پرتو جمع شده روشن شد. تیرهای منعکس شده از سطح جلو و عقب صفحه به صورت خطی بریده می شوند. تنظیمات متنوعی برای معرفی برش چرخشی خطی ، برش شعاعی ، برش وارونگی و برش تاشو برای آزمایش نوری بوجود آمده است.

## نحوه کار
دستگاه تست شامل یک شیشه نوری با کیفیت بالا، مانند N-BK7، با سطح نوری بسیار مسطح است که معمولاً با یک زاویه کوچک نسبت به یکدیگر قرار دارند. زمانی که یک موج تخت با زاویه 45 درجه به این صفحات جلویی و عقبی المان شیفت دهنده تابانده می شود، پرتوها دوبار بازتاب می شوند. پرتوهای بازتابی به دلیل ضخامت المان از یکدیگر جدا می شوند (دچار شیفت عرضی یا شعاعی
1. ↑  Riley, M. E.; Gusinow, M. A. (1977-10-01). "Laser beam divergence utilizing a lateral shearing interferometer". Applied Optics (به انگلیسی). 16 (10): 2753–2756. doi:10.1364/AO.16.002753. ISSN 2155-3165.
2. ↑   {{cite book}}: Empty citation (help)

می شوند). این جدا سازی اساس این نوع تداخل سنجی است.
فرایند جداسازی پرتوها با استفاده از توری نیز امکان پذیر است. 
گاهی اوقات سطوح موازی المان مورد استفاده قرار می گیرد اما تفسیر فرانژهای حاصل از پرتوهای تداخل کننده گوشه ها آسان تر است.
در شکل زیر پرتوهایی با هم دوستی کافی به المان شیفت دهنده برخورد می کنند که دوسطح بازتابنده دارد. بخشی از پرتو ها از سطح اول بازتاب می شوند. مابقی پرتوها در عبور از المان دچار شکست شده و با به سطح دوم المان برخورد می کنند و بازتاب می شوند. وابسته ضخامت، ضریب شکست و زاویه قرار گیری المان، پرتوهای بخش دوم نسبت به پرتوهای اولیه دچار اختلاف مسیر نوری می شوند و همین عامل باعث می شوند که امکان ایجاد پدیده تداخل و تشکیل برای این دو دسته پرتو به وجود آید. این فرانژها روی صفحه مشاهده آشکار سازی می شوند.
شیفتی که توسط المان اعمال می شود به صورت اتفاق می افتد:
1. شیفت فازی به صورت زمانی
2. شیفت فازی به صورت فضایی

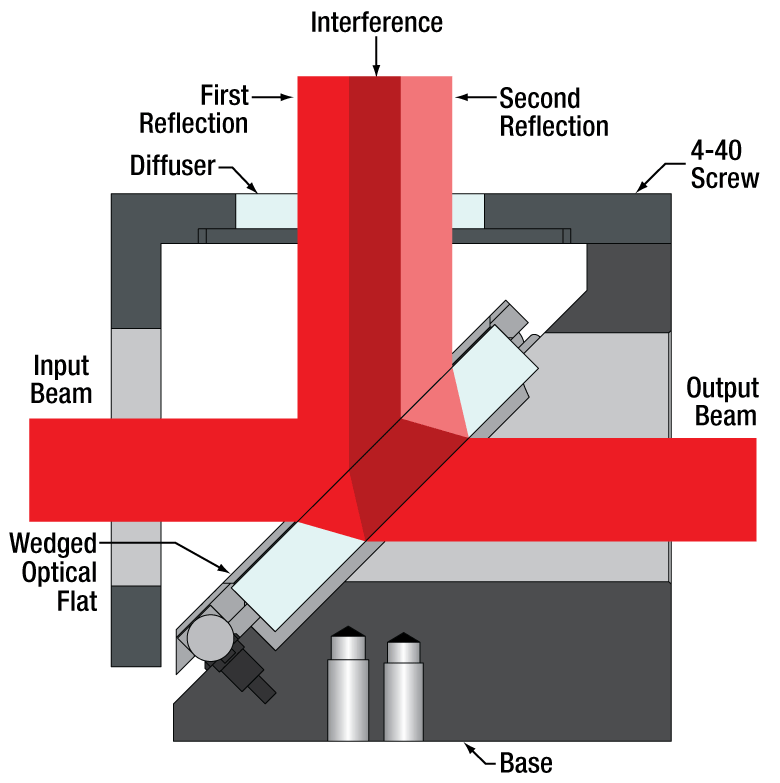

با تحلیل طرح تداخلی در ناحیه هم پوشانی می توان در مورد المان شیفت دهنده اطلاعاتی به دست آورد. 
در این نوع تداخل سنجی از نور تک فام یا نور پهن باند استفاده می شود.
برای به دست آوردن پارامترهای مورد نیاز الگوریتم های متفاوت برای تداخل مورد استفاده قرار می گیرد:
- در یک مکان ثابت و در سه زمان مختلف.
- در یک زمان ثابت و در سه مکان متفاوت.

## محاسبات

#### فاصله میان فرانژها
اگر موج فرودی، یک موج صفحه ای باشد، برهم نهی پرتوهای بازتابی، فرانژهای تداخلی با فاصله df را نشان می دهد.  λ طول موج پرتو، Ɵ زاویه المان و n ضریب شکست المان است.
{\displaystyle d_{f}={\frac {\lambda }{2n\theta }}}

#### شعاع انحنا جبهه موج
ساده سازی این معادله نشان می دهد که میان فاصله بین المان تا صفحه مشاهده با شعاع انحنا جبهه موج روی صفحه رابطه ریاضی برقرار است. فاصله فرانژها نیز به همان اندازه است و دقیقاً عمود بر جهت المان. زمانی که پرتوهای فرودی به طور کامل موازی نباشند جهت فرانژها تغییر خواهد کرد بنابراین اختلاف راه میان دو پرتو بازتابی تغییر خواهد کرد (وابسته به جهت انحنا، نسبت به حالت موازی، افزایش یا کاهش خواهد یافت.) 
طرح شکل گرفته چرخانده شده و شعاع انحنا جبهه موج با رابطه زیر محاسبه می شود:که در آن s میزان شیفت ایجاد شده بین دو پرتو بازتابی، df فاصله بین فرانژها و λ طول موج و ϒ انحراف زاویه ای پرتوها نسبت به حالت استاندارد است.

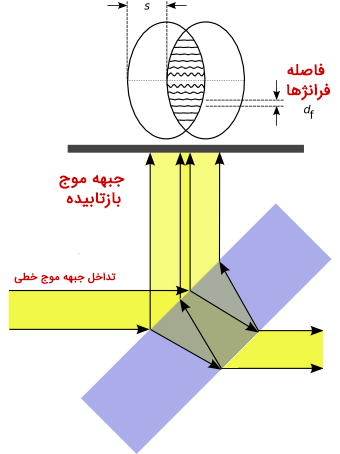
تداخل سنجی شیفت دهنده (شیرینگ)

{\displaystyle R=-{\frac {s\cdot d_{f}}{\lambda \tan \gamma }}}